# Onthophagus ludicrus
Onthophagus ludicrus là một loài bọ cánh cứng trong họ Bọ hung (Scarabaeidae).